# Zahrádka (Čachrov)
Zahrádka je malá vesnice, část městyse Čachrov v okrese Klatovy v Plzeňském kraji. Nachází se asi dva kilometry východně od Čachrova. Je zde evidováno 37 adres. V roce 2011 zde trvale žilo 10 obyvatel.
Zahrádka leží v katastrálním území Zahrádka u Čachrova o rozloze 1,72 km².

## Historie
První písemná zmínka o vesnici pochází z roku 1373.

## Obyvatelstvo
| Rok            | 1869 | 1880 | 1890 | 1900 | 1910 | 1921 | 1930 | 1950 | 1961 | 1970 | 1980 | 1991 | 2001 | 2011 | 2021 |
| -------------- | ---- | ---- | ---- | ---- | ---- | ---- | ---- | ---- | ---- | ---- | ---- | ---- | ---- | ---- | ---- |
| Počet obyvatel | 124  | 104  | 96   | 104  | 108  | 103  | 89   | 51   | 54   | 42   | 24   | 21   | 17   | 10   | 5    |
| Počet domů     | 14   | 16   | 16   | 16   | 17   | 18   | 18   | 18   | 18   | 12   | 8    | 17   | 17   | 17   | 16   |

## Pamětihodnosti
- Usedlost čp. 22 (kulturní památka ČR)[9]
- Zřícenina Zahrádeckého mlýna na říčce Ostružná, bývalé čp.13[10][11][12]